# Pisania pusio
Pisania pusio es un gasterópodo de la familia Pisaniidae, descrito por primera vez por Linneo al nombrarlo como Murex pusio. Su nombre común es Tritón trompeta miniatura por la forma de su concha de tipo fusiforme y alargada, la cual puede servir como refugio para algunas especies de cangrejos ermitaños. 

## Descripción
Concha mediana, de 40 mm, en forma de huso, alargada, sus colores van del púrpura a café claro con bandas espirales y manchas alargadas; tiene de cinco a seis vueltas poco abombadas, espira elevada, superficie lisa o con estrías espirales muy finas. El labio exterior de la concha presenta dientes débiles en su interior, y en el labio interno presenta un diente pequeño, blanco e hinchado cerca de la parte superior de la abertura  la cual puede ser cubierta por un opérculo queratinizado.

## Distribución
P. pusio se encuentra distribuido en el océano atlántico occidental desde el sureste de Florida, USA, el mar Caribe y hasta Brasil, las islas Bermudas y  la Isla Ascensión. Está ampliamente presente en el golfo de México, desde Tamaulipas hasta Yucatán Belice, Cuba, Jamaica, Puerto Rico, Costa Rica, Panamá, Islas Caimán, Antillas Menores, Isla de San Andrés, noreste de Colombia y Venezuela

## Hábitos
En México, habita en aguas someras bajo rocas o corales, generalmente en parejas. Está asociado con tunicados, esponjas y algas calcáreas. 

## Reproducción y desarrollo
P. pusio, al igual que otras especies del género, pone cápsulas de huevos  con secreciones que les permiten obtener los nutrientes necesarios para su desarrollo. Estas cápsulas tienen un diámetro de 2.9 a 3.7mm. Cada cápsula tiene un tapón de salida situado en la parte superior de la cápsula. El tapón que cubre esta abertura de salida es opaco y tiene forma elíptica, con un diámetro medio de 2,2 mm.

## Importancia
La concha de Pisania pusio es utilizada por multitud de especies de cangrejos ermitaños como medio para su protección, relación que se ha estudiado en gran medida en Brasil. Algunas especies son, Clibanarius sclopetarius en la meseta arrecifal de Coroa Vermelha, Calcinus tibicen en playa Sepultura, Bombinhas, en el estado de Santa Catarina, Clibanarius antillensis en la playa de Baixa Grande, Areia Branca, en el estado de Río Grande del Norte, Paguristes tortugae y Pagurus brevidactylus en la Isla de Couves en la costa del estado de São Paulo, sureste de Brasil.